# Danièle Sicot-Coulon
Danielle Sicot-Coulon, née le 24 mars 1935 à Châteaudun, est une gymnaste artistique française.
Elle est sacrée championne de France du concours général de gymnastique artistique en 1954, 1955, 1956, 1957 et 1959.
Elle dispute les épreuves de gymnastique aux Jeux olympiques d'été de 1956 à Melbourne et aux Jeux olympiques d'été de 1960, sans obtenir de podium.